# Métis-sur-Mer
Métis-sur-Mer – miasto w Kanadzie, w prowincji Quebec, w regionie Bas-Saint-Laurent i MRC La Mitis. Położone jest nad Rzeką Świętego Wawrzyńca, na półwyspie Gaspésie. Określenie „-sur-Mer” (nad morzem) została nadane ze względu na to, że estuarium rzeki jest w tym miejscu tak szerokie, że bywało określane przez mieszkańców jako „morze”.
Liczba mieszkańców Métis-sur-Mer wynosi 604. Język francuski jest językiem ojczystym dla 85,8%, angielski dla 10,8% mieszkańców (2006).